# President de l'Estat de Palestina
El president de l'Estat de Palestina és el líder de l'Estat de Palestina, declarat unilateralment el novembre de 1988 per mitjà de la Declaració d'independència de Palestina del Consell Nacional Palestí de l'Organització per a l'Alliberament de Palestina. El president és escollit pel Consell Central de Palestina.

## Llista de presidents des de 1989
| #                                       | Imatge | Nom (naixement-defunció)  | Mandat | Mandat                               | Partit                                                 |
| --------------------------------------- | ------ | ------------------------- | --- | ------------------------------------ | ------------------------------------------------------ |
| 1                                       |        | Iàssir Arafat (1929–2004) | 2 abril 1989 | 11 novembre 2004 (morí en el càrrec) | Fatah (Organització per a l'Alliberament de Palestina) |
| Vacant (11 novembre 2004 – 8 maig 2005) |        |                           | |                                      |                                                        |
| 2                                       |        | Mahmud Abbas (n. 1935)    | 23 novembre 2008 Actuant des del 8 maig 2005 President de l'Estat de Palestina observador de l'ONU des del 8 gener 2013 | Titular                              | Fatah (Organització per a l'Alliberament de Palestina) |